# Liste der Wappen im Rhein-Neckar-Kreis
Diese Liste beinhaltet alle in der Wikipedia gelisteten Wappen des Rhein-Neckar-Kreises in Baden-Württemberg, inklusive historischer Wappen. Fast alle Städte, Gemeinden und Kreise in Baden-Württemberg führen ein Wappen. Sie sind über die Navigationsleiste am Ende der Seite erreichbar.

## Rhein-Neckar-Kreis

Wappen des Rhein-Neckar-Kreises[1]
Der Rhein-Neckar-Kreis in Baden-Württemberg

Es gibt Symbole und Farben in den Wappen der Orte des Rhein-Neckar-Kreises die häufiger auftreten. Sie nehmen Bezug auf historische Herrschaftsverhältnisse. Besonders häufig sind der Pfälzer Löwe und die silber-blauen Rauten der Kurpfalz. Erwähnenswert sind außerdem das geschliffene silberne Kreuz in Blau des Hochstifts Speyer und der silberne Schlüssel des Hochstifts Worms. Ehemalige Reichsstädte führen den Reichsadler. In mehreren Gemeinden finden sich Anleihen aus den Wappen von ortsbeherrschenden Adelsgeschlechtern, wie die Venninger Lilienstäbe, die Hirschstange der Hirschberger oder die blau-goldenen Farben der Herren von Gemmingen. Obwohl alle Orte des heutigen Rhein-Neckar-Kreises ab 1806 zu Baden gehörten, finden sich die rot-goldenen Farben nur selten.

Kurpfalz
Hochstift Speyer
Hochstift Worms
Venningen
Hirschberg
Gemmingen
Baden

## Städtewappen im Rhein-Neckar-Kreis

Eberbach
Eppelheim
Hemsbach
Hockenheim
Ladenburg
Leimen
Neckarbischofsheim
Neckargemünd
Rauenberg
Schönau
Schriesheim
Schwetzingen
Sinsheim
Waibstadt
Walldorf
Weinheim
Wiesloch

- Eberbach[2]
- Eppelheim[3]
- Hemsbach[4]
- Hockenheim[5]
- Ladenburg[6]
- Leimen[7]
- Neckarbischofsheim[8]
- Neckargemünd[9]
- Rauenberg[10]
- Schönau[11]
- Schriesheim[12]
- Schwetzingen[13]
- Sinsheim[14]
- Waibstadt[15]
- Walldorf[16]
- Weinheim[17]
- Wiesloch[18]

## Gemeindewappen im Rhein-Neckar-Kreis

Altlußheim[19]
Angelbachtal[20]
Bammental[21]
Brühl[22]
Dielheim[23]
Dossenheim[24]
Edingen-Neckarhausen[25]
Epfenbach[26]
Eschelbronn[27]
Gaiberg[28]
Heddesbach[29]
Heddesheim[30]
Heiligkreuzsteinach[31]
Helmstadt-Bargen[32]
Hirschberg an der Bergstraße[33]
Ilvesheim[34]
Ketsch[35]
Laudenbach[36]
Lobbach[37]
Mauer[38]
Meckesheim[39]
Mühlhausen[40]
Neidenstein[41]
Neulußheim[42]
Nußloch[43]
Oftersheim[44]
Plankstadt[45]
Reichartshausen[46]
Reilingen[47]
Sandhausen[48]
Schönbrunn[49]
Spechbach[50]
St. Leon-Rot[51]
Wiesenbach[52]
Wilhelmsfeld[53]
Zuzenhausen[54]

## Ehemalige Städte und Gemeinden

Adersbach[55]
Allemühl[56]
Altenbach[57]
Altneudorf[58]
Altwiesloch[59]
Baiertal[60]
Bargen[61]
Brombach[62]
Daisbach[63]
Dielheim[64]
Dilsberg[65]
Dühren[66]
Edingen[67]
Ehrstädt[68]
Eichtersheim[69]
Eiterbach[70]
Eschelbach[71]
Flinsbach[72]
Friedrichsdorf[73]
Gauangelloch[74]
Großsachsen[75]
Haag[76]
Hasselbach[77]
Hilsbach[78]
Hoffenheim[79]
Hohensachsen[80]
Horrenberg[81]
Kleingemünd[82]
Lampenhain[83]
Leimen[84]
Leutershausen an der Bergstraße[85]
Lindach[86]
Lobenfeld[87]
Lützelsachsen[88]
Malschenberg[89]
Michelfeld[90]
Mönchzell[91]
Moosbrunn[92]
Mückenloch[93]
Mühlhausen[94]
Neckarhausen[95]
Neckarwimmersbach[96]
Oberflockenbach[97]
Oberhof[98]
Ochsenbach[99]
Pleutersbach[100]
Rauenberg[101]
Reihen[102]
Rettigheim[103]
Rippenweier[104]
Ritschweier[105]
Rockenau[106]
Rohrbach[107]
Rot[108]
Rotenberg[109]
Schatthausen[110]
Schwanheim[111]
St. Ilgen[112]
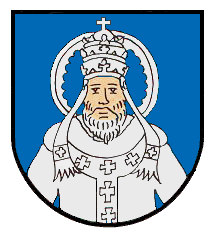
St. Leon
Steinsfurt[114]
Sulzbach[115]
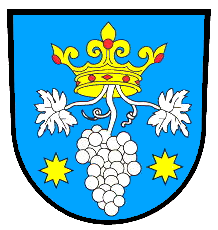
Tairnbach
Untergimpern[117]
Unterhof[118]
Ursenbach[119]
Waldangelloch[120]
Waldhilsbach[121]
Waldwimmersbach[122]
Weiler[123]

## Blasonierungen
1. ↑  Rhein-Neckar-Kreis: In gespaltenem Schild vorn in Blau ein silberner, mit einem gewellten schwarzen Faden belegter Wellenbalken, hinten in Gold ein rotgekrönter, rotbezungter, rotbewehrter schwarzer Löwe.
2. ↑  Eberbach: In Silber auf erniedrigtem blauem Wellenbalken ein schreitender schwarzer Eber.
3. ↑  Eppelheim: In Rot ein blauer Reichsapfel mit goldenem Beschlag und goldenem Kleeblattkreuz.
4. ↑  Hemsbach: In Silber ein schwarzes Joch (Lenkscheit), begleitet oben und unten von je einer roten Rose mit grünen Kelchblättern.
5. ↑  Hockenheim: In von Schwarz und Blau geteiltem Schild oben ein wachsender, rot bewehrter, rot bezungter und rot gekrönter goldener Löwe, unten zwei schräggekreuzte silberne Hakenstangen.
6. ↑  Ladenburg: In von Silber und Blau schräggeteiltem Schild eine rote Burg mit offenem Tor und hochgezogenem silbernen Fallgatter im gezinnten und bedachten niedrigen Mittelteil, zwischen den beiden spitzbedachten äußeren Zinnentürmen zwei schräggekreuzte blaue Schlüssel (Bärte oben zugewendet).
7. ↑  Leimen: Im gevierten Schild Feld 1: in Gold ein rot bezungter schwarzer Löwe; Feld 2: in Blau eine silberne Lilie; Feld 3: in Blau ein silberner Angelhaken; Feld 4: in Silber an grünem Stiel mit rechtshin weisendem grünem Rebblatt eine nach oben gekehrte blaue Weintraube.
8. ↑  Neckarbischofsheim: In Silber auf grünem Boden stehend ein Bischof mit silberner Albe, rotem Mantel mit silbernem Kragen und goldener Schließe, golden bordierter roter Mitra und schwarzen Schuhen, in der Rechten einen schräglinken goldenen Krummstab mit der Krümme nach links haltend, in der Linken ein aufgeschlagenes goldenes Buch haltend.
9. ↑  Neckargemünd: In Gold ein rot bewehrter und rot bezungter schwarzer Adler, belegt mit einem silbernen Brustschild, darin ein blauer Reichsapfel mit goldenem Kreuz und goldenem Beschlag.
10. ↑  Rauenberg: Im Göpelschnitt geteilt; rechts oben in Blau ein durchgehendes, geschliffenes silbernes Kreuz, links oben in Gold auf grünem Dreiberg ein blauer Zinnenturm, unten in Silber an grünem Rebast mit zwei grünen Blättern eine blaue Traube.
11. ↑  Schönau: In Silber ein mit der Krümme nach hinten (links) gekehrter, aus dem Unterrand hervorgehender blauer Bischofsstab, um dessen Schaft der blaue lateinische Großbuchstabe S geschlungen ist.
12. ↑  Schriesheim: In Schwarz ein rot bewehrter, rot bezungter und rot gekrönter goldener Löwe, auf zwei schräggekreuzten, rotbefiederten silbernen Pfeilen stehend.
13. ↑  Schwetzingen: In geteiltem Schild oben in Schwarz ein linksgewendeter, wachsender, rot bewehrter und rot bezungter goldener Löwe, unten in Blau ein silberner Ring.
14. ↑  Sinsheim: In Gold ein rot bewehrter schwarzer Adler.
15. ↑  Waibstadt: In Gold ein rot bewehrter und rot bezungter schwarzer Adler.
16. ↑  Walldorf: In Rot auf grünem Boden ein silberner Eichbaum mit Eicheln.
17. ↑  Weinheim: Durch eine eingebogene goldene Spitze, darin eine rote Weinleiter, geteilt; vorn in Schwarz ein linksgewendeter, rot bewehrter, rot bezungter und rot gekrönter goldener Löwe, hinten von Silber und Blau schräggerautet.
18. ↑  Wiesloch: In gespaltenem Schild vorne in Schwarz ein rot bewehrter und rot bezungter goldener Löwe, hinten von Blau und Silber schräggerautet.
19. ↑  Altlußheim: In Schwarz aus grünem Dreiberg wachsend ein doppelgeschwänzter, rot bewehrter und rot bezungter goldener Löwe mit einem goldenen Krummstab, dessen Krümme nach links weist, in den Vorderpranken.
20. ↑  Angelbachtal: In Blau zwei goldene Wellenbalken, überdeckt mit zwei schräggekreuzten roten Lilienstäben, die Kreuzung überdeckt durch einen blauen Herzschild, worin ein goldener Halbmond mit Gesicht.
21. ↑  Bammental: Durch eine aufsteigende, eingebogene Spitze in drei Felder geteilt: 1 in Schwarz ein linksgewendeter, rot bewehrter und rot bezungter goldener Löwe, 2 von Blau und Silber schräggerautet, in der silbernen Spitze ein wachsender grüner Baum, beseitet von zwei wachsenden roten Tulpen mit grünen Blättern.
22. ↑  Brühl: In Blau ein silbernes Hufeisen.
23. ↑  Dielheim: In Blau ein durchgehendes, geschliffenes silbernes Kreuz, bewinkelt von vier sechsstrahligen silbernen Sternen und belegt mit einem silbernen Herzschild, worin der schwarze lateinische Großbuchstabe D.
24. ↑  Dossenheim: In Silber drei (1:2) blaue Trauben an einer grünen Ranke mit vier grünen Blättern.
25. ↑  Edingen-Neckarhausen: Im gespaltenen Schild vorne in Silber ein geschliffenes, fußgespitztes rotes Kreuz, hinten in Schwarz ein rot bezungter, rot bewehrter goldener Löwe.
26. ↑  Epfenbach: In Silber über einem erniedrigten blauen Wellenbalken ein hängender roter Apfel an grünem Stiel mit zwei grünen Blättern.
27. ↑  Eschelbronn: In gespaltenem Schild vorne von Blau und Silber schräglinks gerautet, hinten in Silber zwei schräggekreuzte rote Lilienstäbe.
28. ↑  Gaiberg: In Silber auf grünem Boden eine rote Steinsäule und ein grüner Laubbaum mit schwarzem Stamm.
29. ↑  Heddesbach: In Rot eine silberne Harfe.
30. ↑  Heddesheim: In halbgespaltenem und geteiltem Schild oben vorne in Schwarz ein linksgewendeter, rot bewehrter, rot bezungter und rot gekrönter goldener Löwe, hinten von Silber und Blau schräggerautet, unten in Rot über blauem Wellenschildfuß der silberne Großbuchstabe H.
31. ↑  Heiligkreuzsteinach: In geteiltem Schild oben in Rot ein schwebendes, geradarmiges, goldenes Tatzenkreuz, unten von Silber und Blau schrägrechts gerautet.
32. ↑  Helmstadt-Bargen: In Rot ein mit rotem Futter ausgeschlagener silberner Spangenhelm mit goldenem Halskleinod und goldenen Beschlägen.
33. ↑  Hirschberg an der Bergstraße: Im gespaltenen Schild vorn in Silber ein blauer Wellenbalken, daraus wachsend am grünen Stiel ein steigender roter Apfel, darunter ein schwarzes Fleckenzeichen (wie das Sternzeichen Widder), hinten in Rot eine aufrechte, linke, fünfendige silberne Hirschstange.
34. ↑  Ilvesheim: Über rotem Schildfuß, darin ein liegender goldener Maueranker, von Gold und Schwarz gespalten; vorne eine schwarze Harfe, hinten ein rot bewehrter, rot bezungter und rot gekrönter goldener Löwe.
35. ↑  Ketsch: In gespaltenem Schild vorne in Silber der grün gekleidete Enderle von Ketsch mit grünem Federhut, rotem Koller und Gürtel, umgehängter roter Ledertasche und schwarzen Stulpenstiefeln, in den Händen eine schwarze Axt mit rotem Stiel quer haltend; hinten in Blau ein goldener Winkel (Triangel), aus dessen Scheitel ein goldenes Endrautenkreuz wächst, begleitet von vier sechsstrahligen goldenen Sternen (1:2:1).
36. ↑  Laudenbach: In gespaltenem Schild vorne in Blau ein silbernes Winzermesser, hinten in Silber eine blaue Weintraube an schwarzem Rebast mit grünem Blatt.
37. ↑  Lobbach: In von Silber und Blau gespaltenem Schild ein erniedrigter Wellenbalken in verwechselten Farben, darüber vorn ein grüner Laub- und ein grüner Nadelbaum mit bewurzelten schwarzen Stämmen, hinten ein schwebendes silbernes Hochkreuz mit breiter werdenden Enden.
38. ↑  Mauer: In Silber auf grünem Boden eine rote Mauer mit vier Zinnen.
39. ↑  Meckesheim: Durch eine eingebogene silberne Spitze, darin ein aus einem blauen Wellenbalken emporkommendes, sechsspeichiges halbes schwarzes Mühlrad, geteilt; vorn in Schwarz ein linksgewendeter goldener Löwe, hinten von Blau und Silber schräglinks gerautet.
40. ↑  Mühlhausen: In geteiltem und halbgespaltenem Schild oben in Silber ein vierspeichiges, achtschaufeliges schwarzes Mühlrad, unten rechts in Blau an silbernem Stiel mit zwei silbernen Blättern eine silberne Weintraube, unten links in Gold ein grünes Kleeblatt.
41. ↑  Neidenstein: In Silber drei verschränkte rote Lilienstäbe, der mittlere gestürzt.
42. ↑  Neulußheim: In Blau ein durchgehendes, geschliffenes silbernes Kreuz, bewinkelt von vier goldenen Sternen.
43. ↑  Nußloch: In Silber ein von Silber und Blau schräggerauteter Schild, auf dem ein grüner Nussbaum mit schwarzem Stamm und schwarzen Wurzeln steht.
44. ↑  Oftersheim: In geteiltem Schild oben von Blau und Silber waagerecht gerautet, unten in Silber eine kriechende grüne Schlange.
45. ↑  Plankstadt: In Blau ein geschliffenes silbernes Lilienkreuz, belegt mit einer grünbesamten roten Rose mit grünen Kelchblättern, bewinkelt von vier fünfstrahligen goldenen Sternen.
46. ↑  Reichartshausen: In Silber auf grünem Schildfuß ein rotes Haus, der Mittelteil turmartig erhöht und mit schwarzem Kreuz auf dem spitzen Dach.
47. ↑  Reilingen: In Blau ein silberner Hasenkopf, oben rechts drei achtstrahlige silberne Sterne.
48. ↑  Sandhausen: In gespaltenem Schild vorne von Silber und Blau schräglinks gerautet, hinten in Silber auf grünem Boden drei grüne Laubbäume mit schwarzem Stamm, der mittlere größer.
49. ↑  Schönbrunn: In Silber auf grünem Boden ein roter Röhrenbrunnen mit blauem Wasserstrahl.
50. ↑  Spechbach: In Silber auf erniedrigtem blauem Wellenbalken sitzend ein schwarzer Specht, darüber zwei schräggekreuzte rote Lilienstäbe.
51. ↑  St. Leon-Rot: In gespaltenem Schild vorn in Blau eine silberne Tiara mit drei goldenen Kronen und goldenen Fransen, hinten in Gold eine blaue Sichel, Schneide zum Schildrand, mit schwarzem Griff.
52. ↑  Wiesenbach: In Grün ein erniedrigter silberner Wellenbalken, darüber schwebend der schwarze lateinische Großbuchstabe W.
53. ↑  Wilhelmsfeld: In Blau eine schräggestellte, gestürzte silberne Sichel (Schneide nach oben) mit schwarzem Griff, überdeckt mit einem linksgekehrten silbernen Beil mit schwarzem Griff.
54. ↑  Zuzenhausen: In Silber ein rotes Haus mit offenem Tor und zwei vor dem Dachreiter schräggekreuzten roten Lilienstäben.
55. ↑  Adersbach: In Blau eine goldene Pflugschar.
56. ↑  Allemühl: In Silber über blauem Schildfuß ein siebenspeichiges, siebenschaufeliges schwarzes Mühlrad.
57. ↑  Altenbach: In Blau aus dem Schildrand wachsend ein fußgesparrtes silbernes Kolbenkreuz.
58. ↑  Altneudorf: In Silber auf grünem Boden ein grüner Laubbaum mit schwarzem Stamm zwischen zwei roten Häusern mit je einem Schornstein, vier (2:2) roten Fenstern an den Frontseiten, geschlossener Tür und rundem roten Fenster an der rechten bzw. linken Giebelseite.
59. ↑  Altwiesloch: In Silber ein schwarzer Geierkopf mit goldenem Schnabel.
60. ↑  Baiertal: In Blau eine mit drei roten Edelsteinen besetzte goldene Krone, durch diese gesteckt zwei schräggekreuzte silberne Spitzhämmer.
61. ↑  Bargen: In von Gold und Rot gespaltenem Schild vorn ein roter Heuschober, hinten ein aufrechter goldener Schlüssel (Bart oben rechts).
62. ↑  Brombach: In Silber eine wachsende, blaugewandete Heilige mit goldenem Nimbus, in der Rechten ein schwarzes Kreuz, in der Linken einen grünen Palmzweig haltend.
63. ↑  Daisbach: In Silber auf grünem Boden fünf grüne Laubbäume mit schwarzem Stamm nebeneinander, der zweite und vierte von den übrigen überragt.
64. ↑  Dielheim: In Blau ein durchgehendes, geschliffenes silbernes Kreuz, belegt mit einem silbernen Herzschild, worin der schwarze lateinische Großbuchstabe D.
65. ↑  Dilsberg: In Schwarz ein rot bewehrter und rot bezungter goldener Löwe, in den Vorderpranken einen von Blau und Silber schräggerauteten Schild haltend.
66. ↑  Dühren: In Silber auf grünem Boden eine durchgehende rote Mauer mit offenem Tor, darüber zwei schräggekreuzte schwarze Lilienstäbe.
67. ↑  Edingen: In Blau mit grünem Boden auf rot gezäumtem silbernen Ross der golden gerüstete heilige Martin mit roter Kopfbedeckung, den roten Mantel mit dem goldenen Schwert teilend; vor ihm kniend der Bettler mit rotem Lendentuch und zwei roten Krücken.
68. ↑  Ehrstädt: In Rot eine gestürzte goldene Pflugschar, oben beseitet von zwei silbernen Sternen.
69. ↑  Eichtersheim: In Silber über einer goldbesamten roten Rose mit grünen Kelchblättern zwei schräggekreuzte, von einem blauen Hufeisen belegte rote Lilienstäbe.
70. ↑  Eiterbach: In Silber ein durchgehendes schwarzes Kreuz, belegt mit einem silbernen Herzschild, worin der lateinische Großbuchstabe E.
71. ↑  Eschelbach: In Gold eine vierendige, gestürzte rote Hirschstange.
72. ↑  Flinsbach: In Silber auf erniedrigtem blauen Wellenbalken ein linksgewendeter flugbereiter Rabe.
73. ↑  Friedrichsdorf: In von Blau und Silber geteiltem Schild oben drei silberne Schwanenhälse, mit goldenen Schnäbeln (2:1), unten ein schwimmender blauer Fisch.
74. ↑  Gauangelloch: In Blau ein silberner Angelhaken.
75. ↑  Großsachsen: In Silber ein blauer Wellenbalken, daraus wachsend drei rote Äpfel an grünen Stielen, darunter das schwarze Dorfzeichen (wie das Sternzeichen Widder).
76. ↑  Haag: In Silber auf grünem Boden eine grüne Buche, der grüne Stamm belegt mit dem schwarzen lateinischen Großbuchstaben H.
77. ↑  Hasselbach: In Silber aus einem erniedrigten blauen Wellenbalken hervorwachsend eine grüne Haselstaude mit drei Blättern und vier Nüssen.
78. ↑  Hilsbach: In von Silber und Blau schräglinks gerautetem Schild ein blauer Wellenbalken.
79. ↑  Hoffenheim: In gespaltenem Schild vorne in Rot eine vierendige gestürzte, goldene Hirschstange, hinten in Blau zwei goldene Balken.
80. ↑  Hohensachsen: In Blau über goldenem Dreiberg ein an der Spitze in ein Kreuz auslaufendes silbernes Dreieck.
81. ↑  Horrenberg: In Blau ein durchgehendes, geschliffenes silbernes Kreuz, bewinkelt von vier achtstrahligen silbernen Sternen.
82. ↑  Kleingemünd: Im silbernen Feld eine aus einem grünen Dreiberg wachsende grüne Rosenstaude mit roter Blüte. (Wappen wurde nie geführt, weil die Gemeinde bei der Verleihung bereits eingemeindet war)
83. ↑  Lampenhain: In Silber auf grünem Boden eine gemauerte rote Burgruine mit einem Tor und zwei Fenstern an der Frontseite und einer Zinnenmauer an der rechten Seite, begleitet von zwei grünen Tannen mit schwarzem Stamm.
84. ↑  Leimen: In geviertem Schild Feld 1: In Schwarz ein rot bezungter goldener Löwe; Feld 2 und 3: In Silber an grünem Stiel mit linkshin weisendem grünen Rebblatt eine nach oben gekehrte blaue Weintraube; Feld 4: Von Blau und Silber schräggerautet.
85. ↑  Leutershausen an der Bergstraße: In Rot eine aufrechte, linke, fünfendige silberne Hirschstange.
86. ↑  Lindach: In Silber auf grünem Dreiberg innerhalb einer schwarzen Einzäunung eine grüne Linde mit schwarzem Stamm.
87. ↑  Lobenfeld: In Blau ein schwebendes silbernes Hochkreuz mit breiter werdenden Enden.
88. ↑  Lützelsachsen: In von Schwarz und Silber gespaltenem Schild vorn ein rot bewehrter und rot gekrönter goldener Löwe, hinten eine blaue Traube an grünem Rebast mit zwei Blättern.
89. ↑  Malschenberg: In Silber eine blaue Traube mit grünem Stiel und zwei grünen Blättern.
90. ↑  Michelfeld: In blau ein zunehmender goldener Mond mit Gesicht.
91. ↑  Mönchzell: In Silber auf grünem Boden ein Mönch in schwarzer Kutte und Kappe, in den Händen ein aufgeschlagenes schwarzes Buch haltend.
92. ↑  Moosbrunn: In von Silber und Gold gespaltenem Schild vor ein rot bewehrter und rot bezungter schwarzer Adler, hinten ein rot bezungter schwarzer Löwe.
93. ↑  Mückenloch: In Gold unter einer liegenden vierendigen roten Hirschstange die durch eine Ligatur verbundenen schwarzen lateinischen Großbuchstaben ML.
94. ↑  Mühlhausen: In Silber ein vierspeichiges, achtschaufeliges schwarzes Mühlrad.
95. ↑  Neckarhausen: In halbgeteiltem und gespaltenem Schild vorn oben in Schwarz ein rot bewehrter, rot bezungter goldener Löwe, unten von Silber und Blau schräggerautet, hinten in Rot ein aufrechter silberner Schlüssel (Bart oben links).
96. ↑  Neckarwimmersbach: In Rot auf grünem Boden das silberne Osterlamm mit der Kreuzfahne. (Wappen wurde nie geführt, weil die Gemeinde bei der Verleihung bereits eingemeindet war)
97. ↑  Oberflockenbach: In Blau auf einem silbernen Hufeisen aufsitzend eine silberne Tanne.
98. ↑  Oberhof: In Blau ein durchgehendes, geschliffenes silbernes Kreuz, bewinkelt von vier silbernen Kugeln.
99. ↑  Ochsenbach: In Silber auf grünem Boden ein schreitender roter Ochse.
100. ↑  Pleutersbach: In Blau zwei gegengewendete silberne Fische, der obere nach links schwimmend.
101. ↑  Rauenberg: In Blau ein durchgehendes, geschliffenes silbernes Kreuz, bewinkelt von vier goldenen Lilien.
102. ↑  Reihen: In Silber auf grünem Dreiberg ein Laubbaum mit schwarzem Stamm und doppelter grüner Blätterkrone, die obere kleiner.
103. ↑  Rettigheim: In Silber ein grünes Kleeblatt.
104. ↑  Rippenweier: In Blau auf goldenem Dreiberg stehend ein silbernes Kleeblattkreuz.
105. ↑  Ritschweier: In Blau der silberne lateinische Großbuchstabe R.
106. ↑  Rockenau: In Blau drei im Dreieck stehende silberne Fische.
107. ↑  Rohrbach: In Silber aus einem erniedrigten blauen Wellenbalken wachsend drei schwarze Rohrkolben mit grünen Stielen und je zwei grünen Blättern.
108. ↑  Rot: In von Blau und Gold gespaltenem Schild vorn ein durchgehendes geschliffenes halbes silbernes Kreuz am Spalt, hinten eine blaue Sichel mit schwarzem Griff, die Schneide zum Schildrand gewendet.
109. ↑  Rotenberg: In Blau auf grünem Dreiberg ein goldener Zinnenturm, darauf drei Türmchen mit spitzen Helmen.
110. ↑  Schatthausen: In Gold ein schwarzer Anker
111. ↑  Schwanheim: In Rot auf blauem Wellenschildfuß ein silberner Schwan.
112. ↑  St. Ilgen: In von Blau und Silber geteiltem Schild oben eine halbe silberne Lilie an der Teilung, unten drei rote Rüben mit je drei grünen Blättern.
113. ↑  St. Leon: In Blau das Brustbild des heiligen Papstes Leo in silberner Gewandung mit silberner Tiara und silbernem Nimbus.
114. ↑  Steinsfurt: In Silber der blau gerüstete Erzengel Michael mit goldenem Nimbus, auf einem grünen Drachen stehend, in dessen Rachen er die goldene Lanze stößt.
115. ↑  Sulzbach: In Blau ein fünfzackiger, geschliffener silberner Stern.
116. ↑  Tairnbach: In Blau eine mit roten Edelsteinen besetzte goldene Blätterkrone, aus der nach unten eine von zwei achtstrahligen goldenen Sternen beseitete silberne Traube mit zwei silbernen Blättern herauswächst.
117. ↑  Untergimpern: In Grün über einem gestürzten goldenen Sparren ein silberner Stern.
118. ↑  Unterhof: In Rot ein steigendes goldenes Ross.
119. ↑  Ursenbach: In Rot ein schreitender silberner Ochse, über dessen Rücken eine fünfendige goldene Hirschstange schwebt.
120. ↑  Waldangelloch: In Blau ein linksgewendeter silberner Angelhaken.
121. ↑  Waldhilsbach: Durch eine eingebogene rote Spitze, worin unter einem silbernen Reichsapfel ein liegender goldener Halbmond mit Gesicht, geteilt; vorn in Schwarz ein linksgewendeter, rot bewehrter und rot bezungter goldener Löwe, hinten von Blau und Silber schräggerautet.
122. ↑  Waldwimmersbach: In Silber auf einem erniedrigten blauen Wellenbalken eine grüne Tanne mit schwarzem Stamm zwischen zwei grünen Laubbäumen mit schwarzem Stamm.
123. ↑  Weiler: In Silber ein gemauerter roter Zinnenturm mit offenem Tor und zwei offenen Fenstern, darüber zwei schräggekreuzte rote Lilienstäbe.